# Natalia Skobeeva
Natalia Skobeeva (1975) is een van origine Russisch beeldend kunstenares die werkt vanuit Londen, Nieuwpoort en het Russische Vladimir.

## Levensloop
Skobeeva studeerde aan het Central Saint Martins College of Art and Design en Royal College of Art in Londen. Haar werk werd internationaal tentoongesteld, onder andere in het Verenigd Koninkrijk, Duitsland, Rusland en Oekraïne.
Haar werk werd gepubliceerd in verschillende tijdschriften, zoals Time Out, The Daily Telegraph en de British Journal of Photography.
Skobeeva was in 2011 uitgenodigd om deel te nemen aan de Moskou Biënnale voor hedendaagse kunst met haar project Momento Mori. Haar werk kreeg aandacht in de populaire pers alsook de vakpers.

## Publicaties
- Natalia Skobeeva: Peculiar Processes (2008)